# Кардинал (сорт грозде)
Вижте пояснителната страница за други значения на Кардинал.
Кардинал е червен десертен сорт грозде с произход от САЩ. Сортът е създаден в Калифорния през 1939 г., като се смяташе, че е чрез кръстосване на сортовете Фламе Токай и Алфонс Лавале. Но през 2007 г. бяха публикувани резултатите от генетично проучване, което показва, че „Кардинал“ не е получен в резултат на предполагаемото кръстосване, и ако сортът „Алфонс Лавале“ наистина е родител на „Кардинал“, то „Фламе Токай“ не е бил. Широко разпространен в България, Сърбия, Франция и Италия. В България сортът е внесен през 1962 г., след което започва неговото бързо разпространение.
Ценен ранен десертен сорт. Узрява през първата половина на август.
Гроздовете са средно големи до големи, най-често рехави, разклонени. Зърната са едри, с овална форма и слабо изразени надлъжни ребра. Кожицата е тъмновиолетова, средно дебела, крехка. Месото е хрупкаво, приятно на вкус, със слаб мискетов аромат. Зърната са неизравнени по големина.
Използва се за прясна консумация и за приготвяне на сокове и компоти. Отличава се с висока родовитост, добивност и добра транспортабилност.